# Авдєєв Микола Петрович
Микола Петрович Авдєєв (1892, Сімферополь — 12 березня 1920, Джанкой) — учасник севастопольського підпілля в роки Громадянської війни.

## Біографія
Народився в 1892 році в Сімферополі. Працював коректором в Сімферополі. В кінці 1917 року його обрали секретарем сімферопольського міського союзу друкарів і членом президії Кримської ради профспілок. У 1919 році, коли Крим захопили білогвардійці, Авдєєв разом з іншими товаришами переїхав до Севастополя і активно включився в підпільну боротьбу з силами контрреволюції.
Після провалу і загибелі в січні 1920 року Севастопольського підпільного комітету більшовиків на чолі з В. В. Макаровим в місті було створено новий більшовицький комітет. Комітет друкував і поширював заклики, прокламації, листівки, продовжував підготовку до збройного повстання. У військовій секції комітету працював Микола Авдєєв.
На початку березня 1920 року на квартирі портового робочого Клепіна на Корабельній стороні (вулиця Миколаївська, нині вулиця К. Лібкнехта, 86) відбулася нарада керівників повстання, що готувалося з представниками військових частин. Але за доносом провокатора нагрянула білогвардійська контррозвідка. Підпільники зробили спробу втекти, зав'язали перестрілку. П'ятеро з них були схоплені.
У наступні кілька днів контррозвідкою були заарештовані ще 28 осіб, у тому числі і Авдєєв. У ході слідства арештованих розділили на дві групи. 9—10 березня над першою групою з 10 чоловік (серед них був і Авдєєв) відбувся військово-польовий суд, який засудив трьох осіб до смертної кари, двох — до 10 років каторги, п'ятеро, через відсутність будь-яких доказів, були виправдані. Незадоволений м'якістю вироку білогвардійський генерал Слащов наказав негайно доставити заарештованих до нього в штаб, на станцію Джанкой. 12 березня всі підпільники за наказом Слащова були розстріляні.

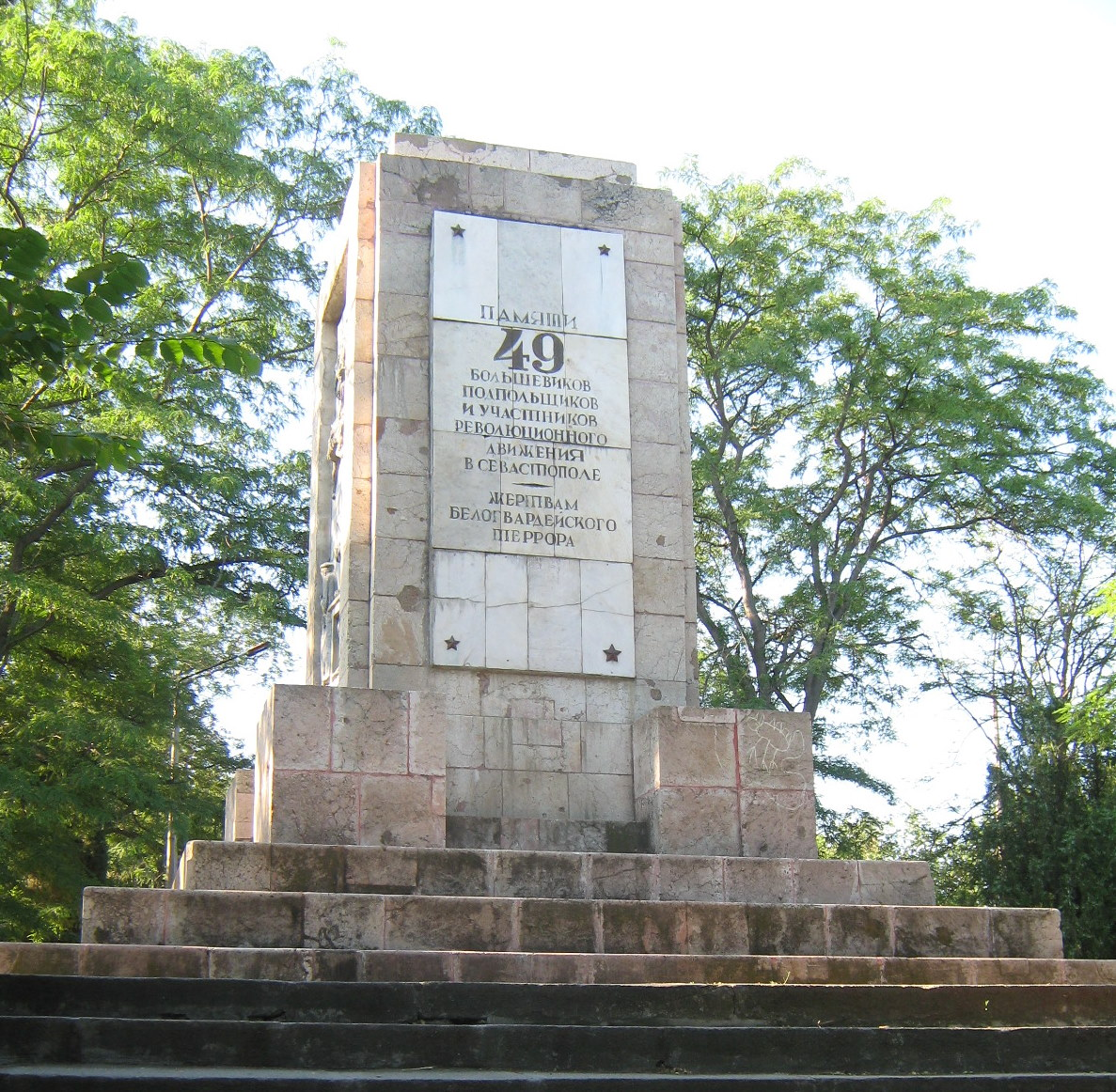
Пам'ятник 49 комунарам

Останки Миколи Авдєєва після Громадянської війни перезахоронені біля південних воріт на кладовищі Комунарів у Севастополі в братську могилу. В 1937 році на ній за проектом архітектора М. А. Садовського споруджено пам'ятник.

## Пам'ять
Іменем Миколи Авдєєва у січні 1935 року в Севастополі названа вулиця (колишня Базарна).